# Gu Kaizhi

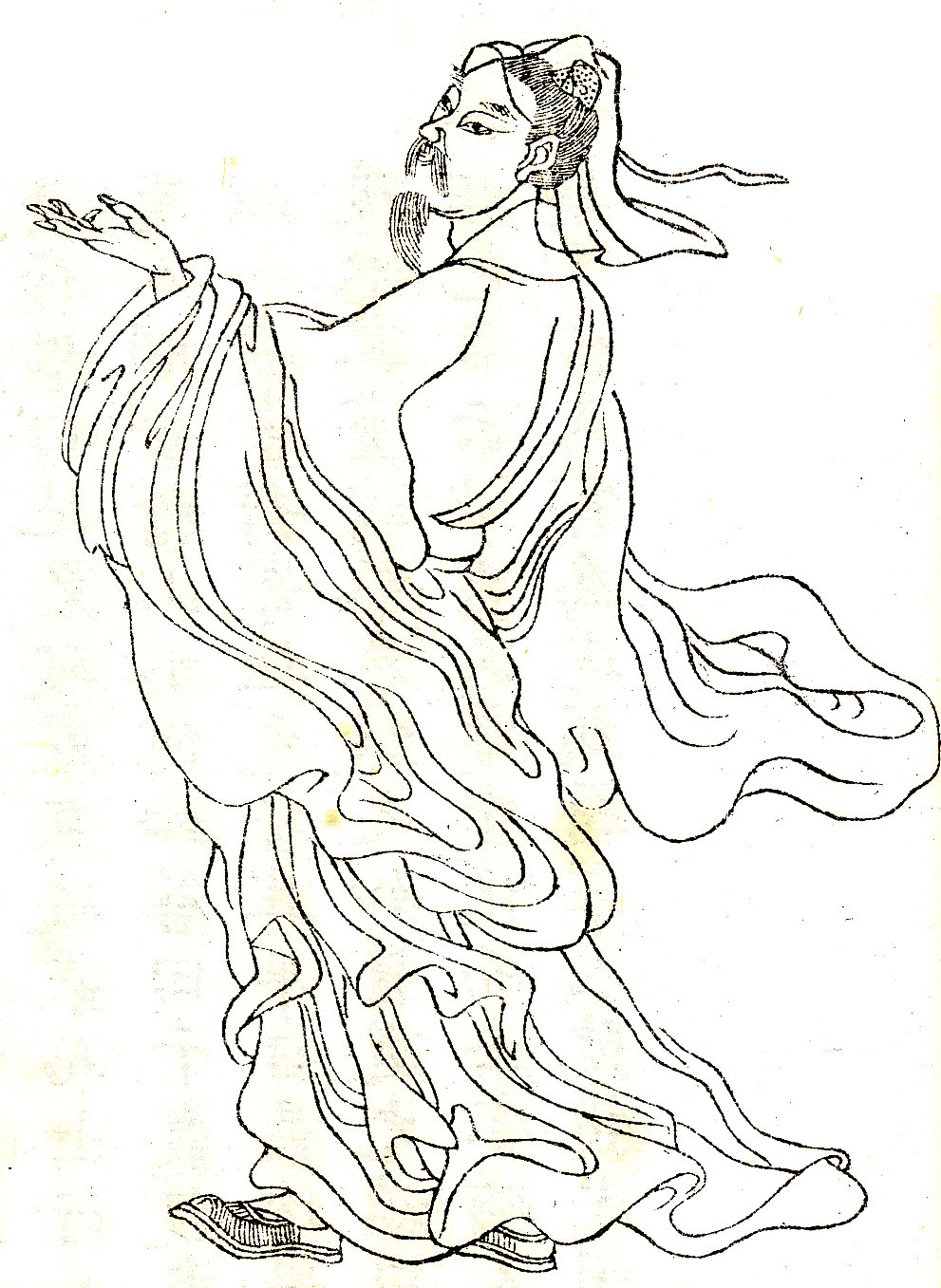
18e-eeuws portret van Gu Kaizhi

Gu Kaizhi (traditioneel Chinees: 顧愷之; ca. 344–406) was een Chinees kunstschilder, dichter en kalligraaf uit de Jin-periode. Zijn omgangsnaam was Changkang (長康). De kunstcriticus Zhang Yanyuan roemde de schildersstijl van Gu Kaizhi en rekende het tot de vier standaarden van de traditionele schilderkunst, samen met die van Wu Daozi, Lu Tanwei en Zhang Sengyou.

## Leven en werk
Naar verluidt werd Gu omstreeks 344 geboren in Wuxi. In 364 begon hij in Nanjing zijn schildersloopbaan. In de daaropvolgende jaren maakte hij carrière als hofschilder aan het keizerlijke hof.
Gu schreef drie boeken die de schilderkunst behandelen, namelijk Over schilderen (畫論), Introductie op beroemde schilderwerken van Wei- en Jin-dynastieën (魏晉勝流畫贊) en Het schilderen van de berg Yuntai (畫雲台山記). In zijn uitleg over het schilderen van mensen benadrukt Gu dat de kleren en het uiterlijk van minder belang zijn; het zijn de ogen die een werk bezieling geven.
Er zijn drie kopieën van handrollen bewaard gebleven welke oorspronkelijk aan Gu zijn toegeschreven: Vermaningen van de hofleraar (女史箴圖), Nimf van de rivier de Luo (洛神賦) en Wijze en welwillende vrouwen (列女仁智圖).
- Bibliothèque nationale de France: cb145446768 (data)
- CiNii: DA02255895
- Gemeinsame Normdatei: 128706694
- International Standard Name Identifier: 0000 0001 2147 4297
- Library of Congress Control Number: n82072851
- Bibliotheek van het Japanse parlement: 00556916
- Nationale bibliotheek van Australië: 36732056
- Système universitaire de documentation: 076907341
- Trove: 1439858
- Union List of Artist Names: 500120602
- Virtual International Authority File: 109582598
- WorldCat: E39PBJj8QwyvwpmKxTx8JMP4v3